# European Federation for Immunogenetics
De European Federation for Immunogenetics (EFI) is een Europese organisatie, opgericht in maart 1985, die zich bezighoudt met de vakgebieden immunogenetica, weefseltypering en transplantatie. De organisatie is gevestigd in Straatsburg en werd opgericht in 1985 in samenwerking met de Raad van Europa.
Eén van de doelstellingen van EFI is het organiseren van jaarlijkse wetenschappelijke bijeenkomsten over genoemde vakgebieden.